# Holcoglossum
Genre
Synonymes
- Ascolabium S. S. Ying[2]
- Chenorchis Z. J. Liu & al.[2]
- Paraholcoglossum Z. J. Liu & al.[2]
- Paraholcoglossum Z.J.Liu, S.C.Chen & L.J.Chen[3]
- Penkimia Phukan & Odyuo[2]
- Tsiorchis Z. J. Liu & al.[2]
- Tsiorchis Z.J.Liu, S.C.Chen & L.J.Chen[3]

Holcoglossum est un genre d’Orchidaceae. Il a été décrit en 1919 par le botaniste allemand Rudolf Schlechter (1872-1925).

## Liste d'espèces
Selon World Checklist of Selected Plant Families (WCSP) (28 février 2017) :
- Holcoglossum amesianum (Rchb.f.) Christenson (1987)
- Holcoglossum auriculatum Z.J.Liu, S.C.Chen & X.H.Jin (2005)
- Holcoglossum calcicola Schuit. & P.Bonnet (2009)
- Holcoglossum flavescens (Schltr.) Z.H.Tsi (1982)
- Holcoglossum himalaicum (Deb, Sengupta & Malick) Aver. (1988)
- Holcoglossum kimballianum (Rchb.f.) Garay (1972)
- Holcoglossum linearifolium Z.J.Liu, S.C.Chen & L.J.Chen (2011)
- Holcoglossum lingulatum (Aver.) Aver. (1990)
- Holcoglossum nujiangense X.H.Jin & S.C.Chen (2007 publ. 2008)
- Holcoglossum omeiense X.H.Jin & S.C.Chen (2003)
- Holcoglossum pumilum (Hayata) L.J.Chen, X.J.Xiao & G.Q.Zhang (2013)
- Holcoglossum quasipinifolium (Hayata) Schltr. (1919)
- Holcoglossum rupestre (Hand.-Mazz.) Garay (1972)
- Holcoglossum singchianum G.Q.Zhang, L.J.Chen & Z.J.Liu (2013)
- Holcoglossum sinicum Christenson (1987)
- Holcoglossum subulifolium (Rchb.f.) Christenson (1987)
- Holcoglossum tsii T.Yukawa (2000)
- Holcoglossum wangii Christenson (1998)
- Holcoglossum weixiense X.H.Jin & S.C.Chen (2003)

Citons aussi Holcoglossum phongii ( Aver. ) Aver. & O.Gruss qui est un taxon encore non résolu.